# Jörg Sievers (Fußballspieler)
Jörg Sievers (* 22. September 1965 in Römstedt) ist ein ehemaliger deutscher Fußballtorhüter und  -trainer. Von 2003 bis Januar 2020 war er Torwarttrainer des Fußball-Bundesligisten Hannover 96. Von Januar 2020 bis Juli 2020 war er Co-Trainer beim schottischen Erstligisten Heart of Midlothian.

## Karriere

### Vereinskarriere als Spieler
Als Torwart spielte er in der Saison 1988/89 für den VfL Wolfsburg in der Fußball-Oberliga Nord, wo er den 3. Platz erreichte. 1989 wechselte er zu Hannover 96, die aus der 1. Bundesliga in die 2. Bundesliga abgestiegen waren. Er spielte von 1989 bis 2003 für Hannover 96 in der Fußball-Regionalliga Nord, der 2. sowie der 1. Bundesliga. Für Hannover bestritt er 384 Ligaspiele. Vorherige Stationen als Spieler waren der Lüneburger SK und der SV Eddelstorf.
Der Höhepunkt seiner Laufbahn war 1992 der Gewinn des DFB-Pokals mit dem damaligen Zweitligisten Hannover 96, an dem er als Torwart beim Elfmeterschießen entscheidenden Anteil hatte. Er verwandelte im Halbfinale gegen Werder Bremen im Elfmeterschießen selbst den letzten Elfmeter für Hannover und hielt den anschließenden letzten von Marco Bode geschossenen Bremer Elfmeter. Im Pokalfinale gegen Borussia Mönchengladbach hielt er zwei Elfmeter. Seither gilt er in den hannoverschen Medien als „der Pokalheld“. In der Saison 2000/01 wurde Sievers außerdem zum besten Zweitligatorhüter gewählt.
Seinen einzigen Auftritt auf internationaler Ebene hatte er im Europapokal der Pokalsieger der Saison 1992/93, bei dem Hannover in der 1. Runde auf die einzige andere deutsche Mannschaft, den Titelverteidiger Werder Bremen traf. Hier verpasste 96 trotz eines 2:1-Rückspielsieges knapp das Weiterkommen aufgrund einer 1:3-Niederlage im Hinspiel.
2003 beendete Jörg Sievers seine Karriere als Bundesligaspieler bei Hannover 96. Im Anschluss daran wurde er Torwarttrainer bei Hannover 96. In der Bundesliga-Saison 2005/06 saß er noch mal für ein Spiel auf der Reservebank, da 96-Stammtorhüter Robert Enke sowie Ersatzmann Frank Juric verletzt waren und der dritte Torwart Morten Jensen zwischen den Pfosten stand. In der zweiten Mannschaft von Hannover 96 sprang er auch später noch gelegentlich als Ersatztorwart ein, zuletzt im Alter von 44 Jahren, am 6. März 2010 im Regionalligaspiel gegen Tennis Borussia Berlin.
Im September 2012 wurde er im Alter von 46 Jahren für den von seinem Bruder Ralf trainierten Landesligisten Teutonia Uelzen noch einmal reaktiviert, um deren rotgesperrten Stammtorhüter zu vertreten. Einen ersten Punktspieleinsatz hatte er am 9. September 2012. Im Januar 2020 verließ er nach über 30 Jahren Clubzugehörigkeit Hannover 96 und wechselte zum schottischen Erstligisten Heart of Midlothian als Co-Trainer seines ehemaligen Mitspieler Daniel Stendel. Er verließ den Club nach dem Abstieg Ende Juni 2020.
Jörg Sievers bestritt für Hannover 96 zwischen 1989 und 2003 17 Begegnungen in der Bundesliga sowie 367 Partien in der 2. Bundesliga. Insgesamt bestritt Sievers mit 66 Regionalligaeinsätzen 450 Punktspiele für Hannover und belegt damit nach Peter Anders Platz 2 in der ewigen Liste der Rekordspieler für Hannover 96. Hinzukommen 35 DFB-Pokalmatches. Auch im Niedersachsenpokal sowie im deutschen Super- und im Europacup stand er zwischen den Pfosten.

### Torwarttrainer bei Hannover 96
Als Torwarttrainer trainierte er bei Hannover 96 die beiden Nationaltorhüter Robert Enke und Ron-Robert Zieler, letzterer wurde während seiner Zeit bei 96 Weltmeister, sowie unter anderem auch Florian Fromlowitz, Michael Esser, Gerhard Tremmel und Leo Weinkauf.

## Erfolge
Hannover 96
- DFB-Pokal-Sieger 1992
- Aufstieg in die 2. Bundesliga: 1998
- Aufstieg in die Bundesliga: 2002

## Auszeichnungen
- Niedersachsens Fußballer des Jahres 1997
- bester Zweitliga-Torwart der Saison 2000/01

## Sonstiges
Sievers war einer der beständigsten Spieler und mit Carsten Linke eine der wenigen Identifikationsfiguren in der eher schwachen Phase des Gesamtvereins in den 1990er Jahren. Über mehrere Jahre war „Colt“, wie er von den Fans in Anlehnung an die Hauptfigur der Fernsehserie Ein Colt für alle Fälle, Colt Seavers, genannt wurde, Mannschaftskapitän. 1997 wurde er zu Niedersachsens Fußballer des Jahres gewählt. Nach dem Wiederaufstieg 2002 wurde er als 37-Jähriger erstmals Stammtorhüter einer Bundesligamannschaft.
Sievers war im Jahre 2000 Mitgründer eines Unternehmens, das sich auf Versicherungsschutz und Finanzplanung spezialisiert hat. Aus diesem Anlass ließ er sich im Sommer 2002 zum Versicherungsfachmann ausbilden. Nach seiner Zeit als Trainer arbeitet er bis heute  (Stand: 2024) als Immobilienmakler in der Region Hannover.
Die hannoversche Rockband Fury in the Slaughterhouse widmete ihm das Lied Jörg Sievers Blues.

## Privates
Sievers lebt in Lüdersen bei Hannover. Sein Bruder Ralf spielte als Fußballprofi bei Eintracht Frankfurt und dem FC St. Pauli.